# Al-Qāsim ibn al-Ḥasan
Al-Qāsim ibn al-Ḥasan (arabisch القاسم بن الحسن, DMG al-Qāsim b. al-Ḥasan; * 667; † 10. Oktober 680) war der Sohn von al-Hasan ibn ʿAlī und Umm Farwa. Er nahm an der Schlacht von Kerbela teil und wurde zum Märtyrer. Er liegt im Imam-Husain-Schrein begraben. Im Alter von drei Jahren verstarb sein Vater. Er wuchs bei seiner Familie väterlicher Seite auf. Sein Onkel Al-ʿAbbās ibn ʿAlī lehrte ihn, im Kampf mit dem Schwert umzugehen. Als Al-Husain ibn ʿAlī mit seiner Karawane Richtung Kerbela reiste, begleitete ihn al-Qasim ibn al-Hasan.

## Schlacht von Kerbela
Al-Husain ibn Ali verwehrte am Anfang die Bitte von al-Qasim aufs Schlachtfeld gehen zu dürfen. Später jedoch, als al-Qasim ihm einen Brief von seinem Vater zeigte, in dem stand: „Mein Sohn Qasim, es wird ein Tag kommen, an dem mein Bruder Husain einer Armee von Zehntausenden gegenüber steht. Das wird der Tag sein, an dem der Islam mit Opfern bewahrt werden muss. Du musst mich an jenem Tage vertreten!“, erlaubte er ihm die Teilnahme und antwortete ihm: „Oh Sohn meines Bruders, wie kann ich dich von etwas abhalten, was dein Vater von dir verlangt hat? Geh im Namen Gottes, Allah sei mit dir.“ Al-Qasim ibn Hasan wurde von ʿAmr ibn Saʿd ibn Nufail al-Azdī getötet.